# Biquette
Biquette (literalmente, tdl. ‘hembra de cabra joven’), también conocida como Biquette de Mauriac, la cabra Grindcore o la cabra Punk Rock ( c. 2003 - diciembre de 2013), fue una cabra lechera rescatada. Sus fotos en el público de conciertos de punk rock y heavy metal se hicieron virales en el internet.

## Primeros años
Según el cuidador de Biquette en la granja comunal Ferme de Mauriac, la cabra pasó sus primeros cinco años ( c. 2003-2008) en un centro de ordeño de vacas antes de ser entregada a Mauriac porque "era más barato que un matadero". 

## Vida en Ferme de Mauriac
Biquette saltó a la fama a principios de 2012 gracias a fotos y grabaciones de la banda de grindcore de Singapur Wormrot, donde se veía a Biquette en primera fila del público. BuzzFeed apodó a Biquette como "la cabra Punk Rock", y Metal Insider se refirió a la foto como "una de las mejores imágenes del metal". Según el manager de Wormrot, Biquette era muy mansa y seguía a la banda "como si fuera un perro".  Flo, el cuidador de Biquette, dijo en una entrevista que a la cabra le encantaban los conciertos y demás reuniones de gente, teorizando que le gustaban las vibraciones del suelo de madera causadas por la música en directo.
A Biquette le encantaba robar y consumir cigarrillos y colillas, alcohol y restos de pintura y aceite del fondo de las latas.  

## Muerte
El 9 de diciembre de 2013, la página de fans de Biquette en Facebook informó sobre su muerte.  Flo aclaró en enero de 2014 que la causa de su muerte era "un gran misterio", y que dada la esperanza de vida de 20 años de las cabras lecheras, Biquette "hizo de la noche día" durante sus 10 años de vida. Aun así, es muy posible que fuera una cabra Saneen, las cuales tienen una esperanza de vida de 9 a 15 años.  